# لورنس شتاينبرغ
لورنس شتاينبرغ (بالإنجليزية: Laurence Steinberg)‏ هو عالم نفس أمريكي، ولد في 1952 في لونغ برانش في الولايات المتحدة.